# Инта Климовича
Инта Климовича (рус. Инта Климовича; Рига, 14. децембар 1951) је бивша совјетска атлетичарка, летонског порекла. Била је репрезентативка и освајачица медаља на олимпијским играма, европским првенствима на отвореном и у дворани. Такмичила се у трчању на 400 м, а у репрезентацији је поред појединачног такмичења била и члан штафете 4 х 400 м. 
Први велики успех постигла је на Европском првенству 1974. у Риму када је са штафетом 4 х 400 м у саставу: Инта Климовича, Ингрида Баркане, Надежда Иљина и Наталија Соколова, освојила бронзану медаљу резултатом 3:26,1.
Следеће две године учествује на Европским првенствима у дворани 1975. у Катовицама и 1976. у Минхену. У Катовицама је на 400 метара била трећа са 53,91, а са совјетском штафетом 4 х 400 м Инта Климовича, Ингрида Баркане, Људмила Аксенова и Надежда Иљина постала је првакиња Европе резултатом 2:46,1. Појединачни успех из Катовица поновила је и следеће године у Минхену. Опет је била трећа са 52,80. На овом првенству није било штафетне трке. 	
Као чланица штафете учествује на Олимпијским играма 1976. у Монтреалу, где је са штафетом 4 х 400 метара освојила бронзану медаљу. Штафета се такмичила у саставу:Инта Климовича, Људмила Аксенова, Наталија Соколова и Надежда Иљина и постигла резултат 3:24,24
Лични рекорд Инте Климовича на 400 м износи 51,49 постигнут 1976.